# Церунян Женя Мушегівна
Женя Мушегівна Церунян (4 листопада 1947, м. Єреван) — мовознавиця, вірменознавиця, журналістка, головна редакторка газети вірменської громади України «Арагац».

## Біографія
Народилася 4 листопада 1947 р. в Єревані. Батько — Церунян Мушег Маміконович, працював на заводі. Мати — Захарян Геня Арушанівна, домогосподарка.
Навчалася у Єреванському державному університеті (1965—1970 рр). За освітою — філолог (спеціальність — вірменська мова та література). Викладала вірменську мову і літературу в школі.
Працювала в Єреванському інституті іноземних мов ім. Брюсова (1971—1994 рр.), в Інституті історії Академії наук Вірменії — науковим співробітником з вірменознавства. Навчалася в аспірантурі.
Одружена з Акопяном Мікаелом Навасардовичем (письменник, публіцист, журналіст).
З 1994 року проживає в м. Києві. Головна редакторка вірменської газети «Арагац» (1994—2019 рр.) Наразі газета не виходить через відсутність фінансування.

## Трудова діяльність
До створення і становлення газети «Арагац» свого часу був причетний «Голос України», і в редакційному корпусі якого знаходилась редакція «Арагац». Власне, Женя Церунян і є «вся редакція» газети вірменської національної меншини в Україні. Саме тут упродовж чверті століття готувалися номери щомісячника «Арагац» (газета вперше вийшла в світ у вересні 1994-го, до третьої річниці Незалежності Вірменської Республіки).
Ця газета з'явилася в інформаційному просторі в непростий для Вірменії час: тільки закінчилася Карабаська війна, економічна криза тривала, і майбутнє країни здавалося невизначеним. Вірмени поза межами рідного материка відчували все це. Саме тоді посол Вірменії в Україні Грач Сільванян ініціював створення такої газети для вірменської діаспори. А на посаду головного редактора запросив з Єревана Женю Церунян. За короткий час вона зуміла зробити «Арагац» виразником дум і надій вірмен, які живуть на українській землі.
Тема дружби вірменського та українського народів — центральна в публікаціях газети. Витоки вірмено-українських відносин розкривали, зокрема, статті Церунян «Вірмено-українські історико-культурні зв'язки», «Вірмени і вірменська церква в Україні», «Вірменській громаді в Україні 900 років», «Наш спільний дім — Україна», котрі ілюструють унікальний характер цих стосунків і можуть прислужитися дослідникам так само, як і її публікації про поетів Єгіше Чаренца, Паруйра Севака, Ованеса Шираза і Сільву Капутікян, Геворга Еміна і Маро Маргарян, астрофізика Віктора Амбарцумяна, публіциста Зорія Балаяна та інших. Часопис систематично знайомить свою читацьку аудиторію з кращими творами вірменських та українських письменників.

## Відзнаки
За розвиток вірменської періодичної преси, за активну духовну і культурну діяльність у вірменській громаді України, за розвиток вірменсько-українських культурних зв'язків головний редактор двомовної газети «Арагац» Женя Церунян нагороджена Золотою медаллю міністерства культури Республіки Вірменія.